# Jean-François Gillet
Jean-François Gillet (Lieja, Bélgica, 31 de mayo de 1979) es un exfutbolista belga, que actualmente se desempeña como entrenador de guardametas en el Standard Lieja de la Primera División de Bélgica.

## Selección
- Fue internacional con la Selección de Bélgica en 9 ocasiones.
- Ha sido internacional con las selecciones Sub-21, Sub-20, Sub-19, Sub-18, Sub-17, Sub-16 y Sub-15 en 71 ocasiones.

## Clubes
| Club              | País    | Año         |
| ----------------- | ------- | ----------- |
| Standard de Lieja | Bélgica | 1998 - 1999 |
| AC Monza          | Italia  | 1999 - 2000 |
| AS Bari           | Italia  | 2000 - 2003 |
| Treviso FC        | Italia  | 2003 - 2004 |
| AS Bari           | Italia  | 2004 - 2011 |
| Bologna FC        | Italia  | 2011 - 2012 |
| Torino            | Italia  | 2012 - 2014 |
| Catania           | Italia  | 2014 - 2015 |
| Mechelen          | Bélgica | 2015 - 2017 |
| Standard de Liège | Bélgica | 2017 - 2021 |

## Curiosidades
En 2015 en un partido contra el Anderlecht por la liga de Bélgica detuvo 3 penaltis en un mismo partido, un hecho poco común que solo había sucedido en 1909 en Inglaterra con el Guardameta Walter Scott que jugaba en el Grimsby Town Football Club y en Chile con Salvador Gálvez, quien en 1963 jugando para Unión San Felipe atajó tres penales en un mismo juego.

## Palmarés

### Campeonatos nacionales
| Título          | Club           | País    | Edición |
| --------------- | -------------- | ------- | ------- |
| Serie B         | AS Bari        | Italia  | 2009    |
| Copa de Bélgica | Standard Lieja | Bélgica | 2018    |